# Julian Roszkowski
Julian Adolf von Roszkowski h. Ogończyk (ur. 1 stycznia 1834 w Humenowie, zm. 27 stycznia 1897 w Przemyślu) – marszałek polny porucznik cesarskiej i królewskiej Armii, komendant Twierdzy Przemyśl w latach 1890–1897.

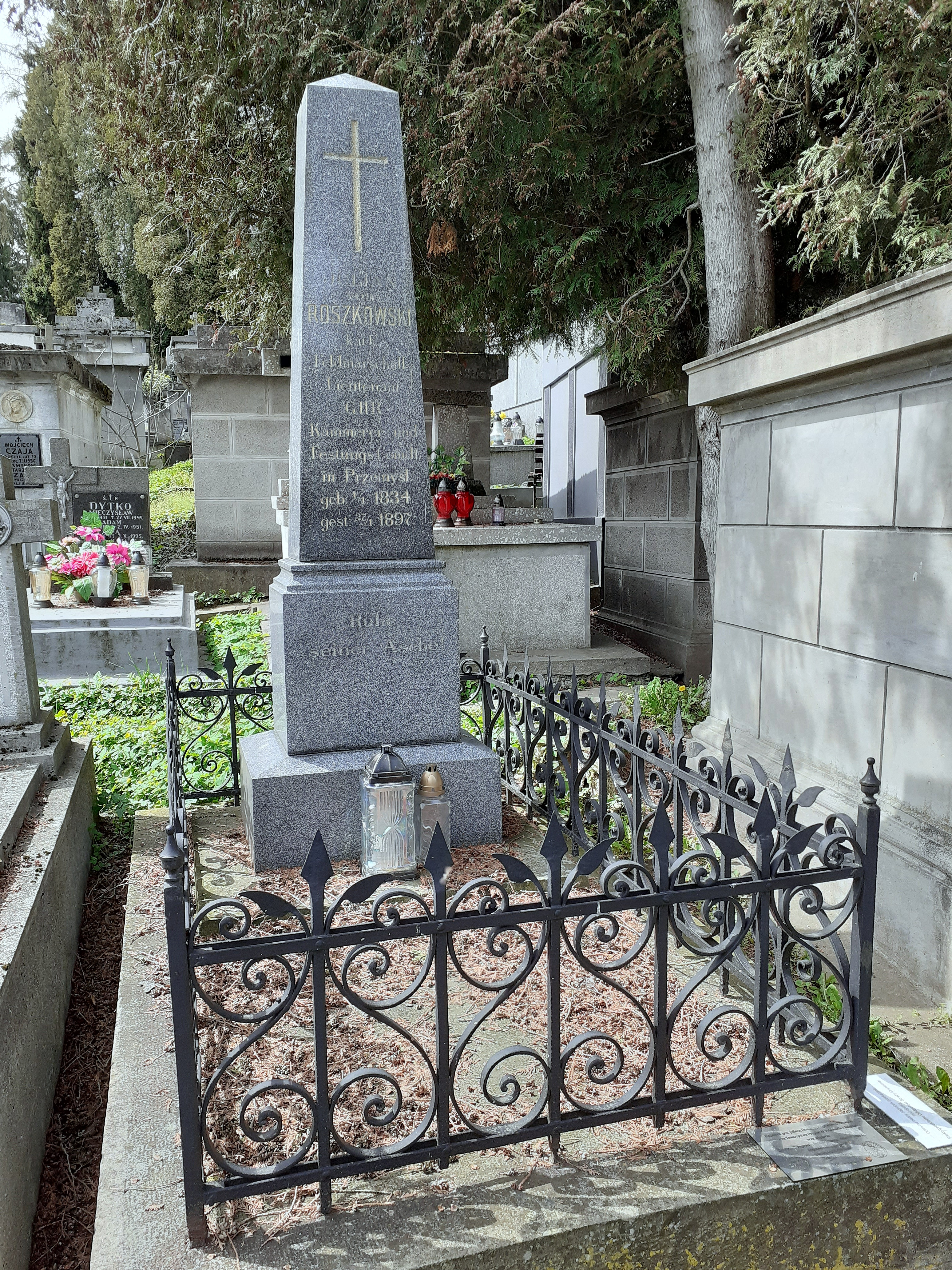
Nagrobek Juliana Roszkowskiego

## Życiorys
Urodził się w rodzinie Antoniego i Julii z Klemensowskich. Ojciec był porucznikiem Pułku Grenadierów Gwardii w szeregach, którego walczył na wojnie z Rosją i 19 marca 1831 został odznaczony Złotym Krzyżem Orderu Virtuti Militari. Po upadku powstania rodzina Roszkowskich schroniła się w Galicji. 
Od 5 października 1846 uczył się w Akademii Inżynieryjnej w Klosterbruck. Po ukończeniu nauki w 1852 w randze podporucznika 2. klasy rozpoczął służbę w 1 pułku inżynieryjnym w Krems. W następnym roku został przeniesiony do 2 pułku inżynieryjnego w Krems, w którym awansował na podporucznika 1 klasy, w 1854 na nadporucznika.
Walczył we Włoszech w 1859, Szlezwiku-Holsztynie w 1864 oraz w Bośni. Pracował przy fortyfikacjach w Dalmacji (1875), a rok później w Timișoarze i w Budapeszcie. 19 września 1878 został mianowany na stopień pułkownika. W tym samym roku był najpierw szefem inżynierii 2 Armii, która przeprowadziła okupację Bośni i Hercegowiny, a następnie dyrektorem inżynierii w Sarajewie. W 1881 został przeniesiony do Dyrekcji Budownictwa Wojskowego w Wiedniu na stanowisko dyrektora. W 1882 awansował na szefa inżynierii 3 Korpusu w Grazu. 8 maja 1884 został mianowany na stopień generała majora. W latach 1885–87 był komendantem Technicznej Akademii Wojskowej w Wiedniu, a następnie szefem inżynierii 1 Korpusu w Krakowie (1887–89). 3 maja 1889 został mianowany na stopień marszałka polnego porucznika. 28 grudnia 1889 został wyznaczony na stanowisko komendanta Twierdzy Przemyśl. Miał duży udział w rozbudowie i unowocześnianiu fortów. Funkcję tę pełnił aż do śmierci w 1897. W międzyczasie (1894) otrzymał godność tajnego radcy i podkomorzego cesarza. Od września 1896 do śmierci był szefem Styryjskiego Pułku Piechoty Nr 87. Został pochowany na cmentarzu Głównym w Przemyślu.

## Ordery i odznaczenia
- Komandor Orderu Leopolda (1892, wraz z uwolnieniem od taksy)[4][5]
- Kawaler Orderu Żelaznej Korony III klasy[5]
- Krzyż Zasługi Wojskowej z dekoracją wojenną – 1864[6]
- Brązowy Medal Zasługi Wojskowej na wstążce Krzyża Zasługi Wojskowej[5]
- Brązowy Medal Zasługi Wojskowej na czerwonej wstążce[5]